# Movimiento Antigonish
El Movimiento Antigonish se origina en el municipio de Antigonish, en Canadá.
Se trata de un movimiento social que entremezcla educación para adultos, cooperativismo, microfinanciación y desarrollo de comunidades rurales, para ayudar a comunidades pequeñas y basadas en sus propios recursos a mejorar desde un punto de vista social y económico.
Este movimiento se desarrolla actualmente en comunidades costera canadienses y comenzó con un grupo de educadores y que dirigieron este movimiento hasta el departamento de extensión universitaria de la Universidad San Francisco Javier en Antigonish, Nueva Escocia, Canadá.
Los sistemas de cooperativas de crédito en Nueva Escocia y Nuevo Brunswick tienen así su origen en el Movimiento Antigonish, que también ha influenciado otros sistemas provinciales en Canadá.

## Objetivos
Como educadores y pastores religiosos, los líderes de este movimiento pusieron un énfasis principal en el desarrollo humano y espiritual. El título de uno de los libros que habla sobre el tema Maestros de nuestro propio destino define el deseo de encontrar la libertad social y desembarazarse de la atadura económica en Nueva Escocia.